# Ladislav Kameníček
Ladislav Kameníček (9. října 1905 Moravská Loděnice – 11. ledna 1990 Bohuňovice) byl český a československý politik, meziválečný člen Republikánské strany zemědělského a malorolnického lidu (agrární strana) a poválečný člen Československé strany národně socialistické, za kterou byl po roce 1945 poslancem Prozatímního a Ústavodárného Národního shromáždění.

## Biografie
Narodil se 9. října 1905 v Moravské Loděnici (roku 1960 začleněna do obce Bohuňovice) u Olomouce. Pocházel z rolnické rodiny. Vystudoval vyšší hospodářskou školu v Olomouci a po roční vojenské službě pokračoval ve studiu na hospodářském odboru Vysoké školy zemědělské v Brně. Při studiu pracoval v brněnském Výzkumném ústavu zootechnickém. Vysokou školu zakončil úspěšně v roce 1932 a v témže roce dosáhl na této škole titulu doktora technických věd. Po studiu pracoval jako jednatel Zemědělské jednoty v Brně a v roce 1936 byl jmenován jejím ředitelem. Po válce se vrátil na svoji rodnou hospodářskou usedlost; zároveň však pokračoval v akademické dráze na VŠZ v Brně. V roce 1947 obhájil habilitační práci a jako soukromý docent byl na VŠZ pověřen přednáškami o zemědělské filozofii.[zdroj?]
V agrární straně se Ladislav Kameníček angažoval již před válkou. Po válce, kdy byla Košickým vládním programem agrární strana výslovně zakázána, vstoupil do strany národně socialistické, ve které reprezentoval její agrární křídlo. Patřil k nejvýznamnějším osobnostem této strany na Olomoucku.
V letech 1945–1946 byl poslancem Prozatímního Národního shromáždění za národní socialisty. Po parlamentních volbách v roce 1946 se stal poslancem Ústavodárného Národního shromáždění. V parlamentu zasedal až do parlamentních voleb roku 1948.
Po únoru 1948 byl Ladislav Kameníček politicky perzekvován a vyloučen z pedagogického sboru VŠZ v Brně. Po zrušení národně socialistické strany byl zbaven poslaneckého mandátu. Perzekvována byla i jeho rodina, v roce 1949 byl zatčen a po devíti měsících bez soudu propuštěn pro nedostatek důkazů. V roce 1957 byl zatčen opět a odsouzen nejprve ke třem rokům, později v opakovaném procesu (s početnou skupinou dalších rolníků z Olomoucka) k patnácti letům vězení za údajnou protistátní činnost. Hlavním důvodem však byla snaha tehdejších státních a stranických orgánů zlikvidovat vlivné osobnosti reprezentující rolnický stav. Vězněn byl ve věznici Mírov a později ve Valdicích. Propuštěn byl v roce 1965. Po propuštění pracoval na podřadných pozicích v JZD Bohuňovice. Zemřel 11. ledna 1990 ve svém rodném domě v Bohuňovicích.[zdroj?]